# Horní Újezd (okres Přerov)
Horní Újezd (hanácky Ójezd) je obec ležící 20 km východně od Přerova a 11 km jižně od Hranic, v okrese Přerov v Olomouckém kraji. Žije zde 424 obyvatel. V obci se nachází i expozice Jak se žilo v Ójezdě.

## Historie
První písemná zmínka o obci pochází z roku 1486. Vřetenovitý tvar návsi dokládá raně středověké založení vsi. Ve středověku bylo z obou stran uzavřeno branami.
V obci stojí kostel Narození Panny Marie.

## Významné osobnosti
• Josef Symerský (1831 – 1896), ThDr., profesor církevních dějin na olomoucké teolog. fakultě, v škol. r. 1866/67 děkanem fakulty, arcibiskupský rada, sídelní kanovník a influovaný prelát kustod v olomoucké kapitule sv. Václava
• Vincenc Šalša (1916 – 1995), ThLic., v letech 1985 – 1995) administrátor excurrendo, hranický děkan, arcibiskupský rada, dlouholetý vězeň minulého režimu

## Galerie

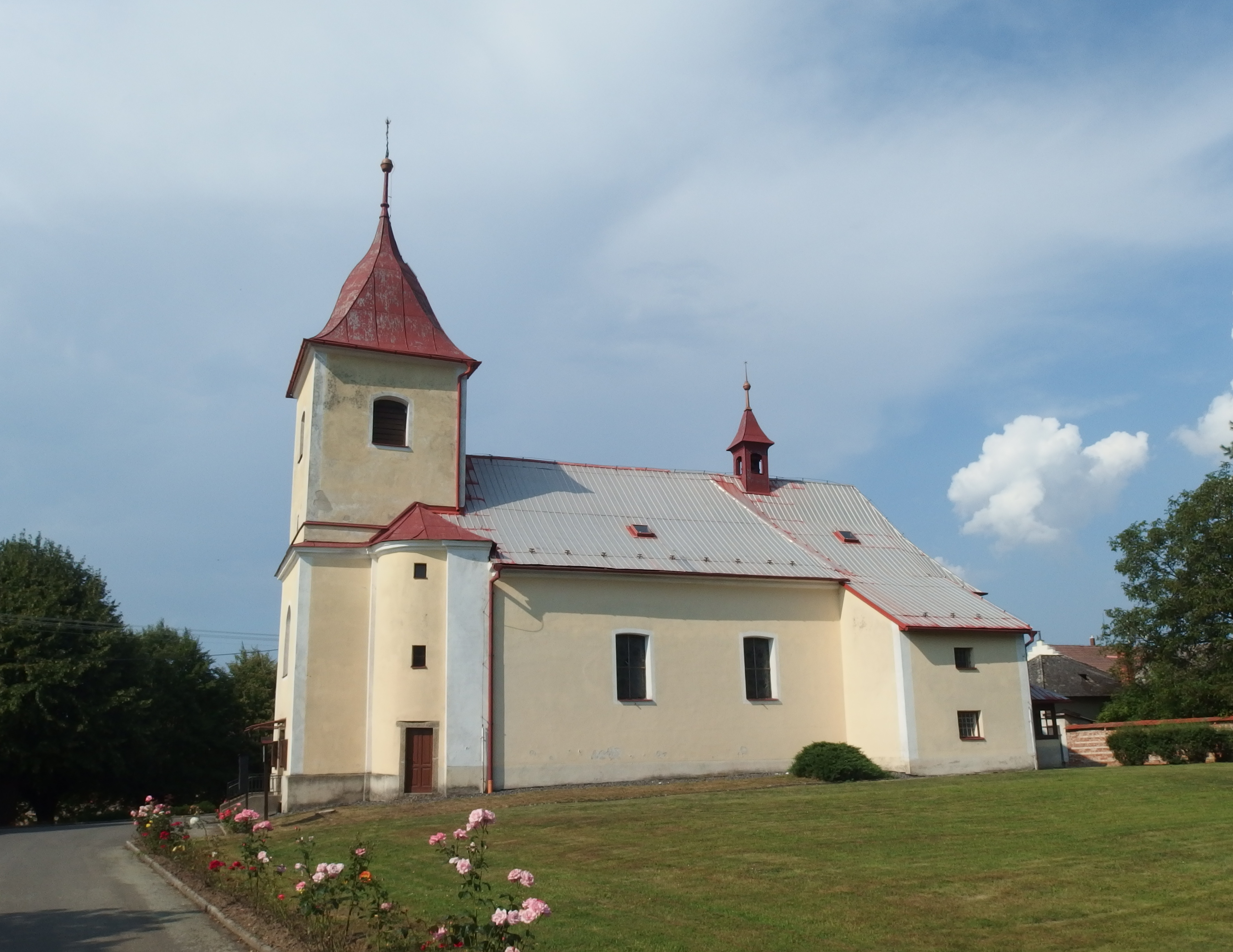
Kostel Narození Panny Marie
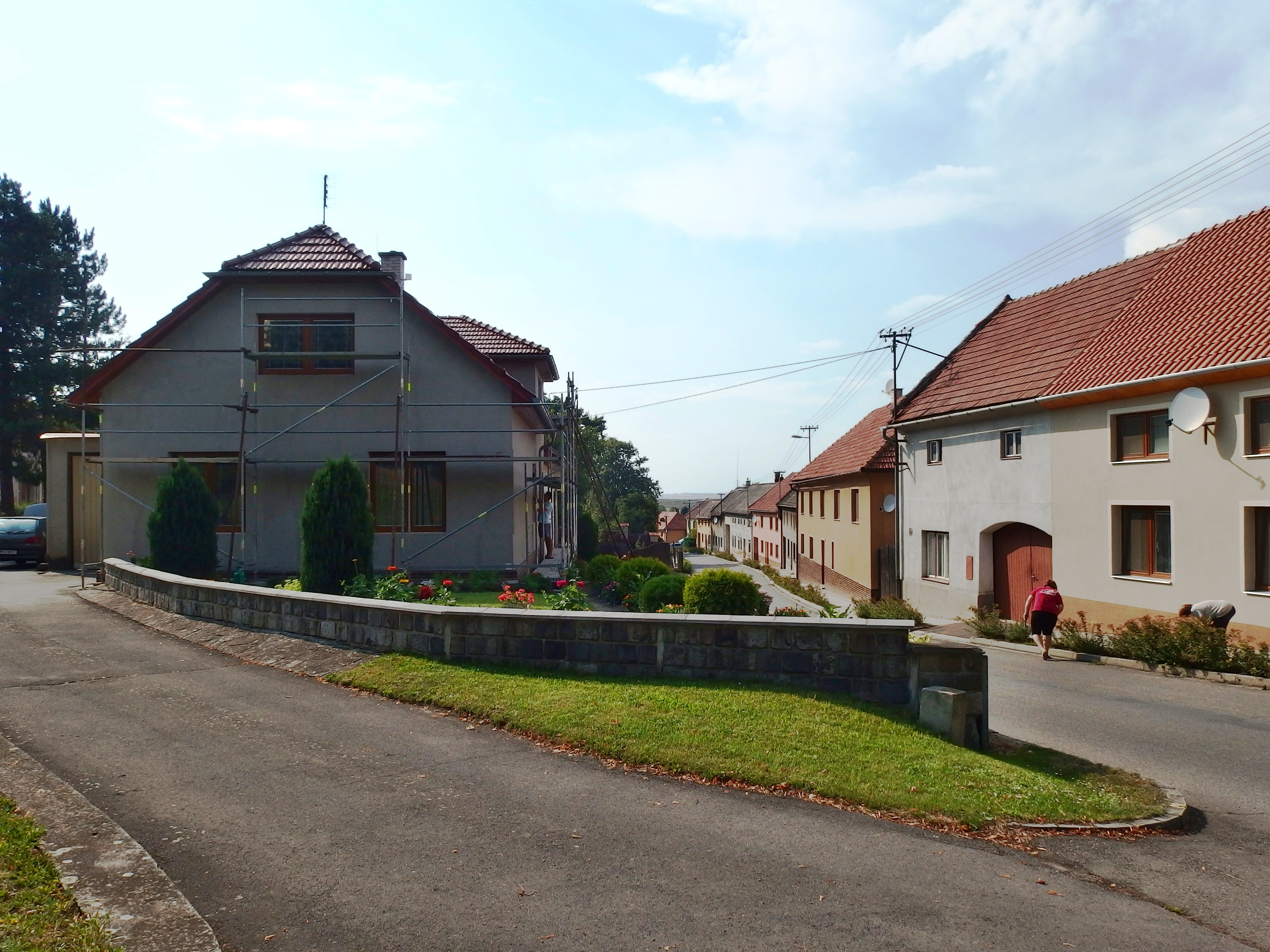
Pohled od kostela
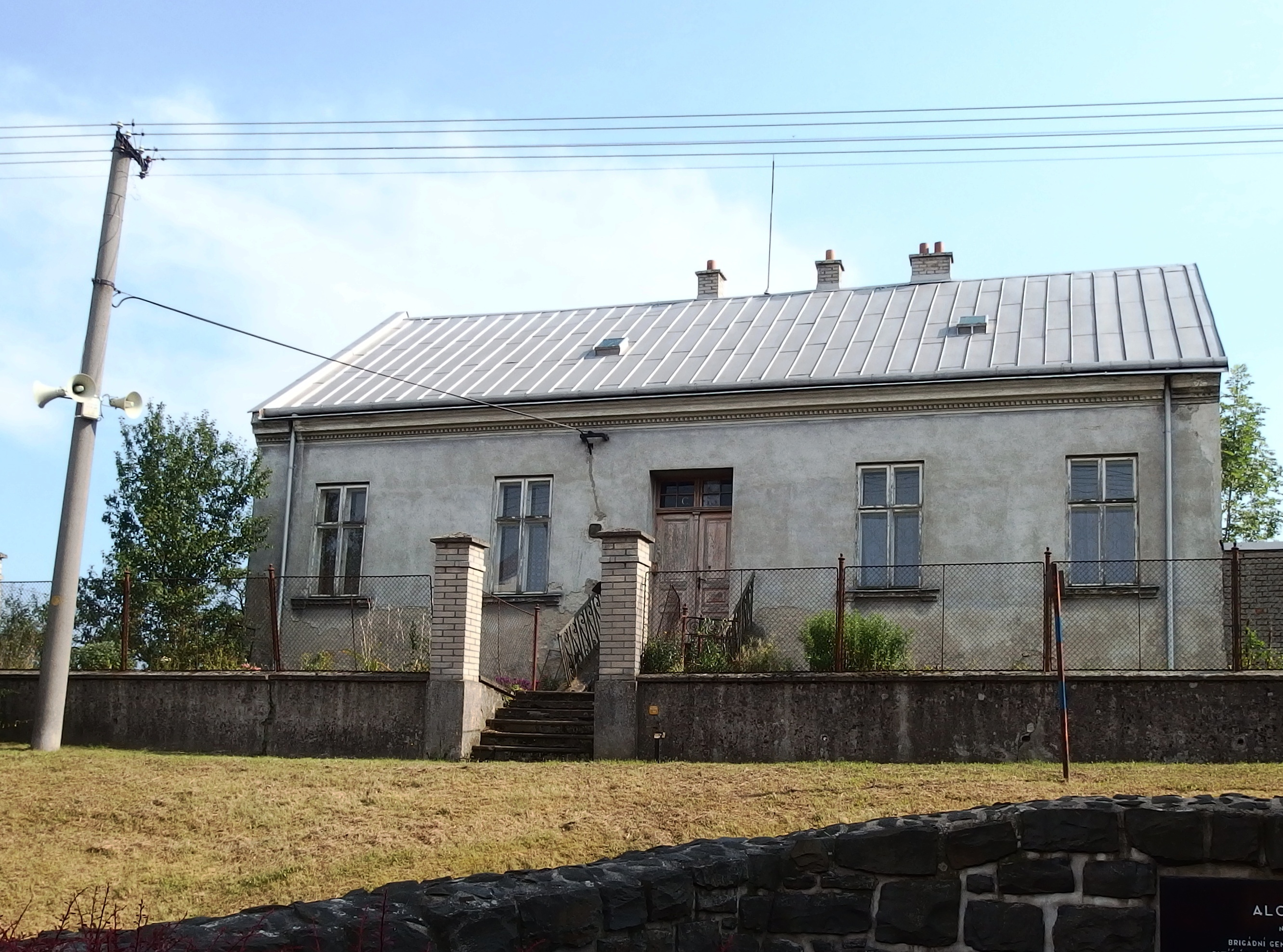
Fara
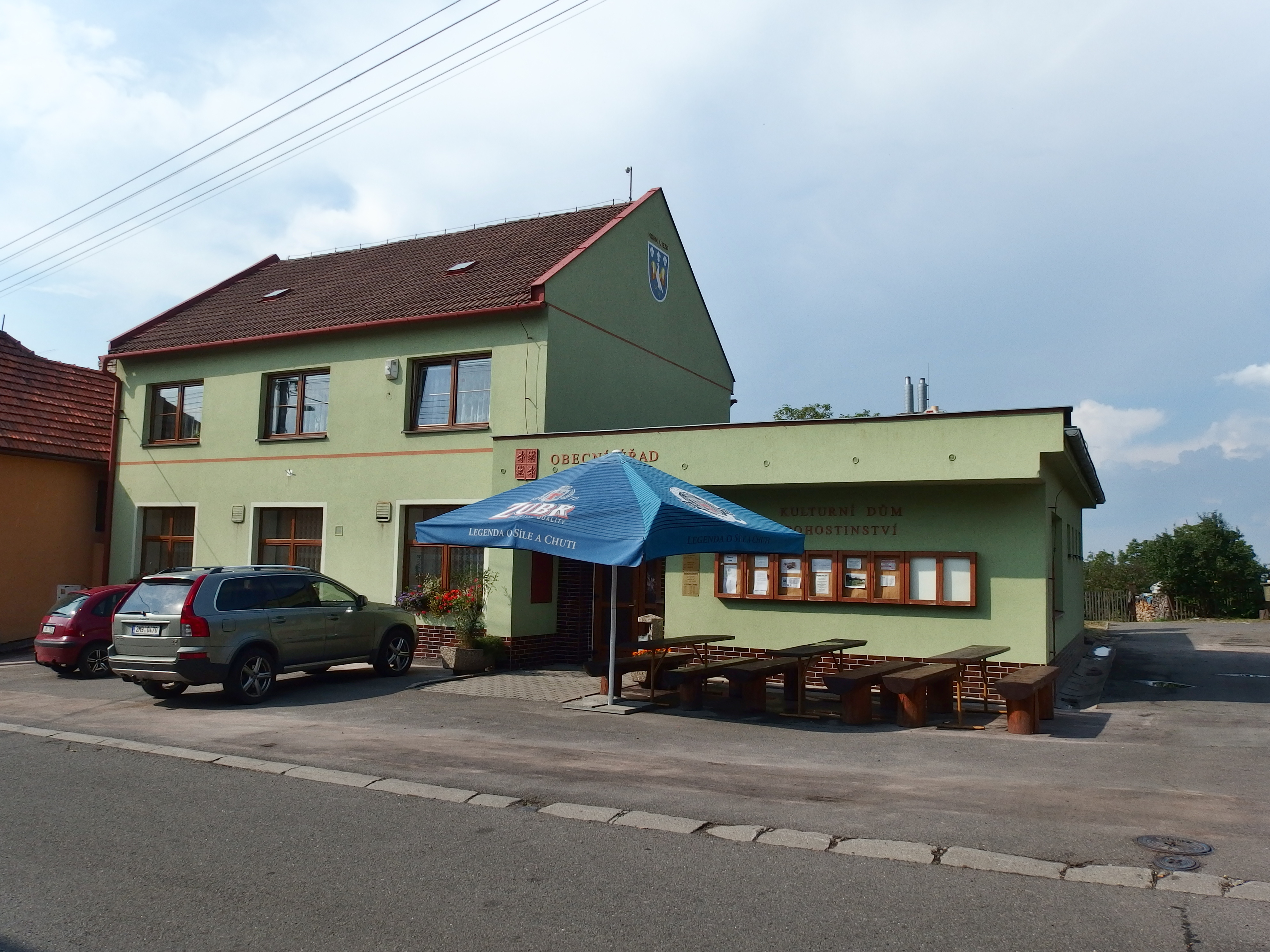
Obecní úřad